# La tempesta (film 1958)
La tempesta è un film del 1958, diretto da Alberto Lattuada, tratto dal romanzo La figlia del capitano di Aleksandr Puskin.

## Produzione
Il film è il remake de La figlia del capitano diretto da Mario Camerini nel 1947.

## Distribuzione
Fu distribuito nel circuito cinematografico italiano il 1º dicembre del 1958.

## Accoglienza
In Italia, il film fu il maggiore incasso della stagione cinematografica 1958-1959, con un introito economico di 1.750.000.000 di lire dell'epoca.
La tempesta detiene ad oggi il diciassettesimo posto nella classifica dei film italiani più visti di sempre con 11 121 071 spettatori paganti.

## Riconoscimenti
- 1959 - David di Donatello
  - Miglior regista
  - Miglior produttore